# Gare de Mazy
La gare de Mazy est une gare ferroviaire belge de la ligne 144, de Gembloux à Jemeppe-sur-Sambre, située à Mazy sur le territoire de la commune de Gembloux dans la province de Namur en région wallonne.
Elle est mise en service en 1877 par l'administration des chemins de fer de l'État belge. 
C'est une halte voyageurs de la Société nationale des chemins de fer belges (SNCB) desservie par des trains d'Heure de pointe (P).

## Situation ferroviaire
Établie à 119 mètres d'altitude, la gare de Mazy est située au point kilométrique (PK) 7,279 de la ligne 144, de Gembloux à Jemmeppe-sur-Sambre, entre les gares ouvertes de Chapelle-Dieu et de Jemeppe-sur-Sambre. La gare fermée d'Onoz-Spy s'intercalait en direction de Jemeppe avant 1993. 

## Histoire
La station de Mazy est mise en service le 5 mars 1877 par l'administration des chemins de fer de l'État belge, lorsqu'elle ouvre à l'exploitation la ligne de Gembloux à Jemeppe-sur-Sambre, uniquement exploitée en trafic marchandises jusqu'au 1er avril 1877. La gare est ouverte pour les voyageurs et les marchandises, elle dispose notamment d'un pont-bascule.
Le bâtiment des recettes de Mazy et d'Onoz-Spy, qui étaient les deux seuls arrêts de la ligne lors de l'ouverture aux voyageurs, appartiennent au plan type 1873 et étaient possiblement identiques à l'origine avec une aile de quatre travées disposée à gauche du corps de logis. À Mazy, une extension de style et de matériaux différents prolonge cette aile. Dotée de trois petites fenêtres hautes, celle du centre servant de vasistas pour la porte de chargement, elle servait pour les marchandises et a été doté d'un épi décoratif, similaire à ceux du reste du bâtiment, dont subsiste la base en briques.
Au début des années 1980, le guichet est fermé et la gare devient un point d'arrêt sans personnel. La gestion est réalisée par la gare de Gembloux. Vers 1994 le service est limité à des trains Heure de pointe (P) du lundi au vendredi, il n'y a plus de desserte les samedis et dimanches.

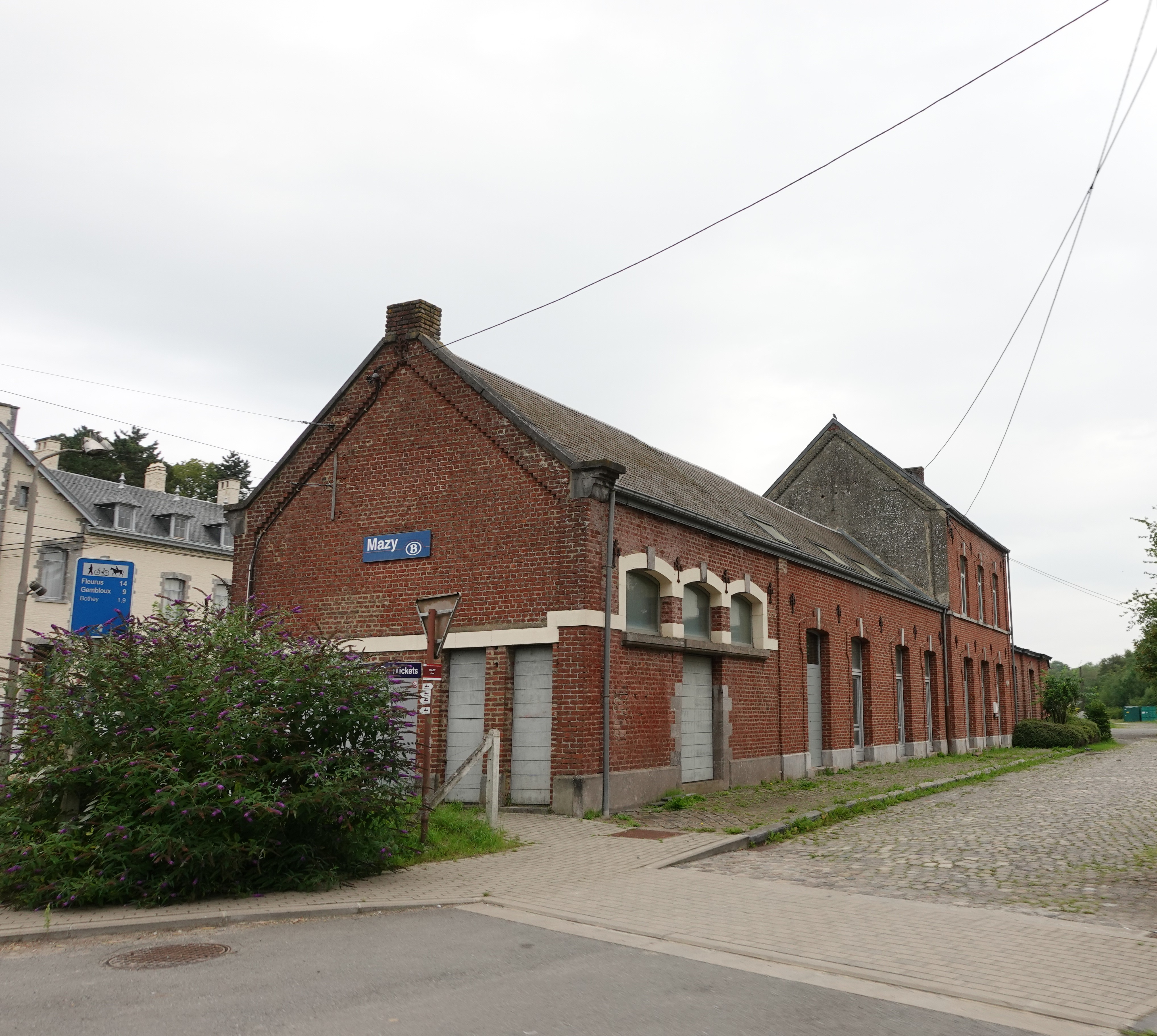
Vue depuis le passage à niveau.
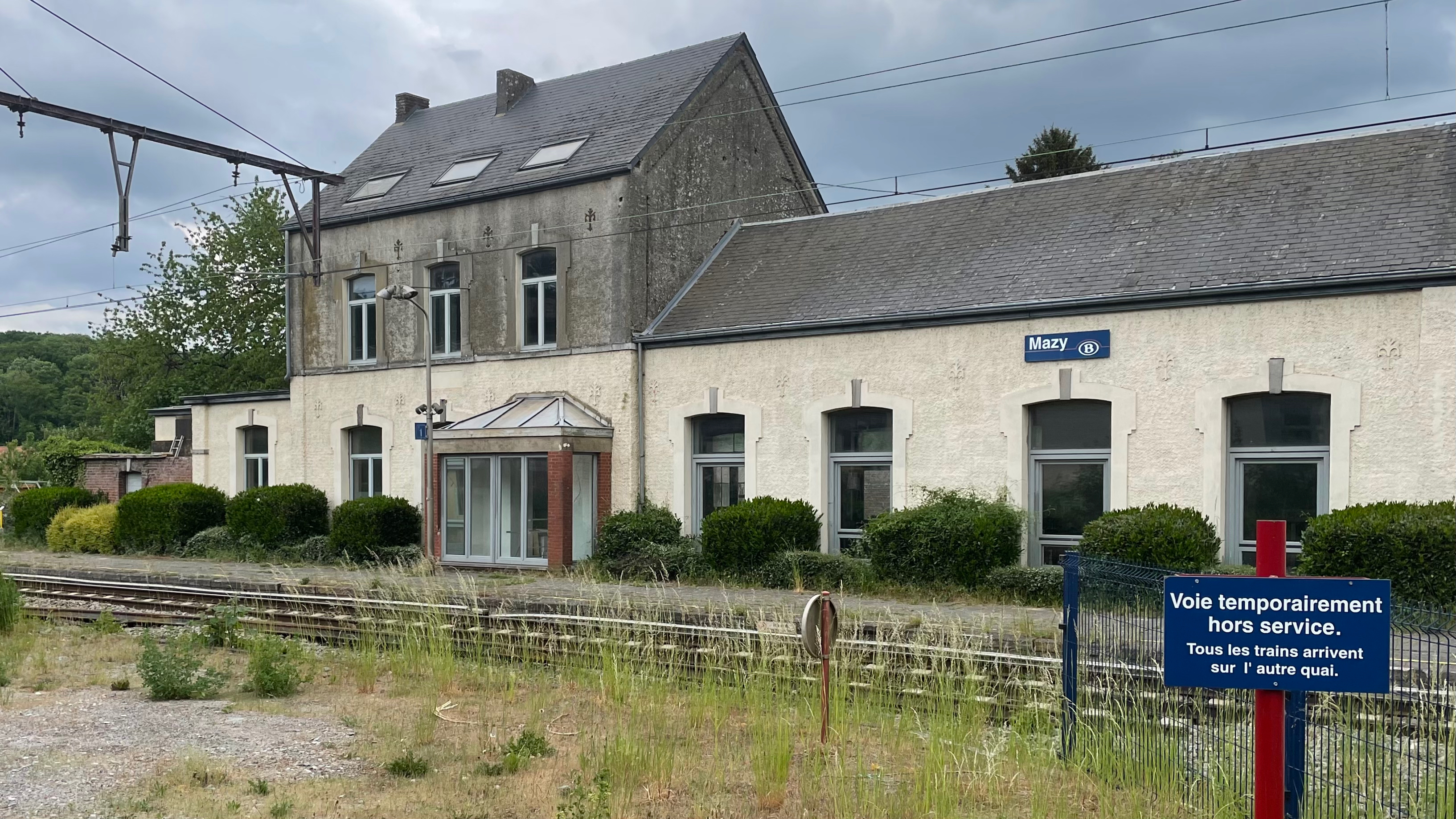
Ancien bâtiment de la gare.
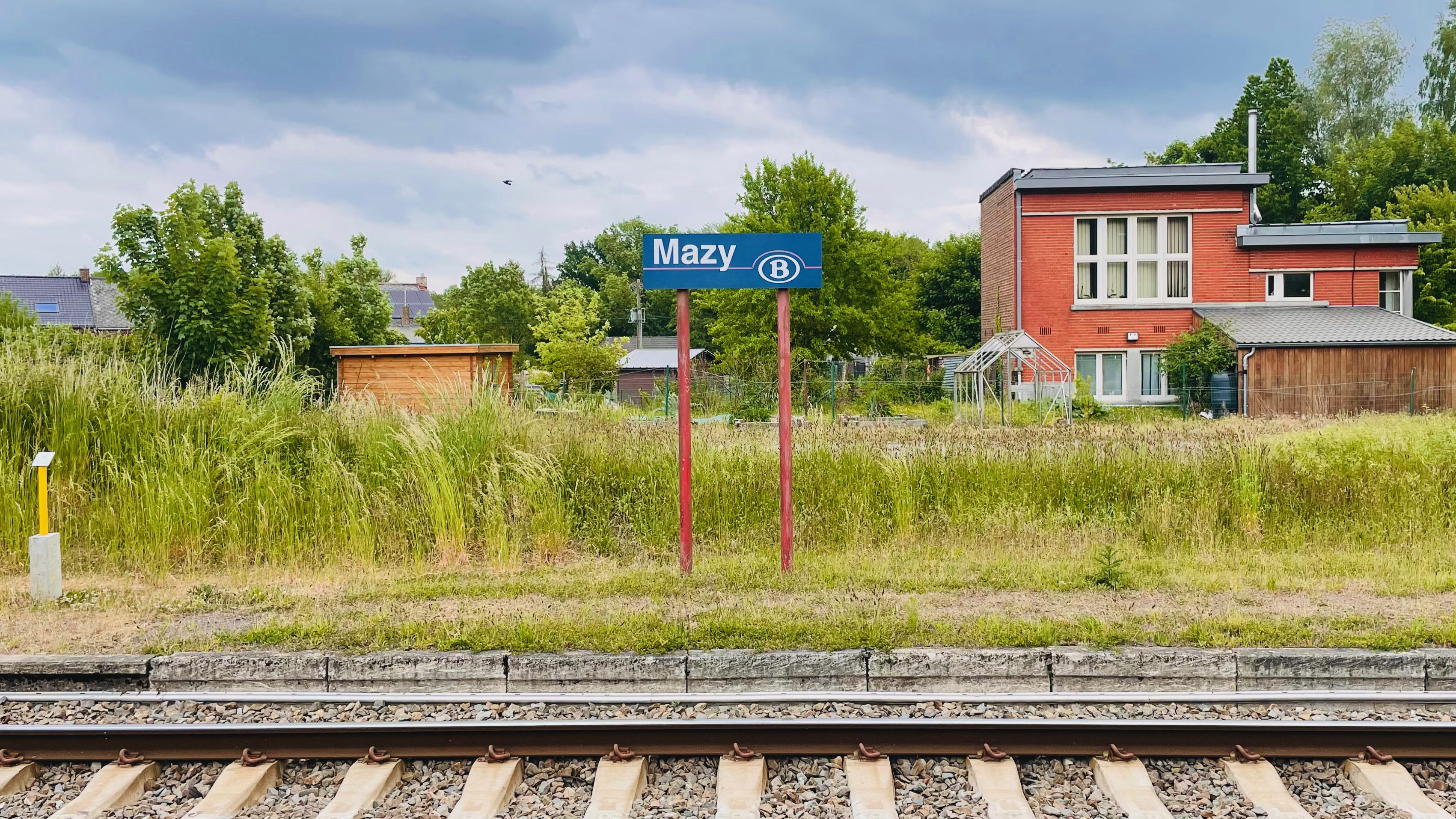
Quai.

## Service des voyageurs

### Accueil
Halte SNCB, est un point d'arrêt non géré (PANG) à accès libre.

### Desserte
Mazy est une des rares gares belges à ne pas être desservie par une desserte cadencée ; elle n'accueille que huit trains par jour.
La gare est desservie, uniquement en semaine, par des trains d’heure de pointe (P) de la SNCB, qui effectuent des missions sur la ligne commerciale 144 (Gembloux - Jemeppe-sur-Sambre / Tamines).
Ces trains circulent uniquement le matin et l'après-midi.
- Le matin, on retrouve (dans chaque sens) un train Gembloux - Tamines et un train Gembloux - Jemeppe-sur-Sambre
- L'après-midi, la desserte est identique mais il n'y a qu'un seul train vers Tamines (et deux partant de Jemeppe-sur-Sambre)

### Intermodalité
Le stationnement des véhicules est possible à proximité de l'ancien bâtiment voyageurs.

## Comptage voyageurs
Le graphique et le tableau montrent le nombre de passagers qui en moyenne embarquent durant la semaine, le samedi et le dimanche.
| Nombre de voyageurs qui embarquent à la gare de Mazy | Nombre de voyageurs qui embarquent à la gare de Mazy | Nombre de voyageurs qui embarquent à la gare de Mazy | Nombre de voyageurs qui embarquent à la gare de Mazy |
|                                                      | Semaine                                              | Samedi                                               | Dimanche                                             |
| ---------------------------------------------------- | ---------------------------------------------------- | ---------------------------------------------------- | ---------------------------------------------------- |
| 1977                                                 | 209                                                  | 46                                                   | 42                                                   |
| 1978                                                 | 185                                                  | 41                                                   | 22                                                   |
| 1979                                                 | 187                                                  | 35                                                   | 43                                                   |
| 1980                                                 | 188                                                  | 43                                                   | 41                                                   |
| 1981                                                 | 201                                                  | 42                                                   | 16                                                   |
| 1982                                                 | 170                                                  | 17                                                   | -                                                    |
| 1983                                                 | 170                                                  | 13                                                   | -                                                    |
| 1984                                                 | 87                                                   | -                                                    | -                                                    |
| 1985                                                 | 90                                                   | -                                                    | -                                                    |
| 1986                                                 | 63                                                   | -                                                    | -                                                    |
| 1987                                                 | 71                                                   | -                                                    | -                                                    |
| 1988                                                 | 73                                                   | -                                                    | -                                                    |
| 1989                                                 | 63                                                   | -                                                    | -                                                    |
| 1990                                                 | 48                                                   | -                                                    | -                                                    |
| 1991                                                 | 58                                                   | -                                                    | -                                                    |
| 1992                                                 | 52                                                   | -                                                    | -                                                    |
| 1993                                                 | 72                                                   | -                                                    | -                                                    |
| 1994                                                 | 111                                                  | -                                                    | -                                                    |
| 1995                                                 | 86                                                   | -                                                    | -                                                    |
| 1996                                                 | 96                                                   | -                                                    | -                                                    |
| 1997                                                 | 91                                                   | -                                                    | -                                                    |
| 1998                                                 | 57                                                   | -                                                    | -                                                    |
| 1999                                                 | 55                                                   | -                                                    | -                                                    |
| 2000                                                 | 71                                                   | -                                                    | -                                                    |
| 2001                                                 | 84                                                   | -                                                    | -                                                    |
| 2002                                                 | 60                                                   | -                                                    | -                                                    |
| 2003                                                 | 61                                                   | -                                                    | -                                                    |
| 2004                                                 | 75                                                   | -                                                    | -                                                    |
| 2005                                                 | 64                                                   | -                                                    | -                                                    |
| 2006                                                 | 67                                                   | -                                                    | -                                                    |
| 2007                                                 | 58                                                   | -                                                    | -                                                    |
| 2008                                                 | -                                                    | -                                                    | -                                                    |
| 2009                                                 | 73                                                   | -                                                    | -                                                    |
| 2010                                                 | -                                                    | -                                                    | -                                                    |
| 2011                                                 | -                                                    | -                                                    | -                                                    |
| 2012                                                 | 77                                                   | -                                                    | -                                                    |
| 2013                                                 | 67                                                   | -                                                    | -                                                    |
| 2014                                                 | 48                                                   | -                                                    | -                                                    |
| 2015                                                 | 34                                                   | -                                                    | -                                                    |
| 2016                                                 | 22                                                   | -                                                    | -                                                    |
| 2017                                                 | 41                                                   | -                                                    | -                                                    |
| 2018                                                 | 27                                                   | -                                                    | -                                                    |
| 2019                                                 | 24                                                   | -                                                    | -                                                    |
| 2020                                                 | 36                                                   | -                                                    | -                                                    |
| 2021                                                 | -                                                    | -                                                    | -                                                    |
| 2022                                                 | 17                                                   | -                                                    | -                                                    |
| 2023                                                 | 26                                                   | -                                                    | -                                                    |
| 2024                                                 | 38                                                   | -                                                    | -                                                    |